# David Lichine
David Lichine, pseudonimo di Deivid Al'sanskij Lichtenstein (Rostov sul Don, 25 ottobre 1910 – Los Angeles, 26 giugno 1972), è stato un ballerino russo con cittadinanza francese naturalizzato statunitense.

## Biografia
Dopo aver studiato a Parigi con Bronislava Nijinska, entrò presto nella compagnia di Ida Rubinstein. Nel 1941 si trasferì negli USA, ove diede alla luce opere coreografiche come La Création (1948) e Le rencontre (1948).